# Klubi Sportiv Flamurtari Vlorë
Il Klubi Sportiv Flamurtari Vlorë, meglio noto come Flamurtari Vlorë o più semplicemente Flamurtari, è una società calcistica albanese con sede nella città di Valona. Milita attualmente nella Kategoria e Parë, la seconda divisione del campionato albanese.
Il nome della squadra in lingua albanese vuol dire "sbandieratore" o "portabandiera" (flamur significa "bandiera"), poiché Valona è la città in cui fu proclamata la dichiarazione di indipendenza dell'Albania. Dalla bandiera schipetara derivano i colori della squadra, il rosso e il nero.
Fondato nel 1923, il club è tra i più antichi d'Albania. Ha vinto un campionato nazionale, 4 Coppe d'Albania e 2 Supercoppe d'Albania, oltre a un campionato di seconda divisione. Nel 1987-1988 raggiunse gli ottavi di finale della Coppa UEFA, dove fu eliminato dal Barcellona.

## Storia
Il club nasce a Valona il 23 marzo 1923 con il nome di Shoqeria Sportive Vlorë, allo scopo di promuovere la pratica del calcio in modo organizzato. Il primo presidente è Milto Korçari, il primo segretario Malo Ismaili e il tesoriere è Faslli Zoga. Il club si sostenta tramite le donazioni dei suoi membri e con fondi raccolti dalle varie attività tenute in città. Lo Shoqeria Sportive esordisce contro lo Shoqëria Sportive Jeronim de Rada, squadra di studenti valonesi, e pareggia per 2-2. I gol dello Shoqeria Sportive sono di Adem Gavani e Hazbi Tepelena.==
Negli anni '20 la squadra gioca varie amichevoli con altre compagini albanesi e anche straniere. Si segnalano i match contro il Crnogorac e l'Istituto Navale di Livorno, vinti entrambi dai valonesi, per 1-0 e 3-2. Lo Shoqeria Sportive Vlorë è un membro fondatore della federcalcio albanese e partecipa alla prima edizione del campionato albanese di calcio, in cui esordisce contro lo Skënderbeu Korçë a Valona, vincendo per 2-0. Il primo capitano della squadra è Jani Kosta. Conclude il primo campionato all'ultimo posto, con due vittorie, ottenute contro Skënderbeu Coriza e Urani Elbasan (1-2 in trasferta), due pareggi (0-0 in casa dello Skënderbeu Coriza 1-1 in casa con il Bashkimi Scutari) e sei sconfitte.
L'epoca d'oro del KS Flamurtari sono gli anni ottanta. Nella stagione 1986-1987 il Flamurtari partecipò alla Coppa UEFA, dove fu eliminato dal Barcellona solo per la regola dei gol fuori casa (1-1 a Valona, 0-0 al Camp Nou). Nella stagione successiva il club di Valona partecipò nuovamente alla Coppa UEFA. Al primo turno eliminò il Partizan (2-0 a Valona e 1-2 a Belgrado) e al secondo turno incontrò i tedeschi orientali del Wismut Aue, eliminandoli (1-0 ad Aue e 2-0 a Valona). Al terzo turno incontrò di nuovo il Barcellona: la prima partita al Camp Nou finì 4-1 per i catalani, mentre nella gara di ritorno vinse il Flamurtari per 1-0, una vittoria storica per il club albanese, che fu tuttavia eliminato.
Il 4 novembre 2014 si siede sulla panchina del Flamurtari Valona Ernestino Ramella, allenatore italiano, con tutto il suo staff tecnico, composto dal secondo allenatore Paolo Doto e dal preparatore atletico Maurizio Milana.

## Strutture

### Stadio
Il Flamurtari gioca le sue partite casalinghe allo stadio Stadiumi Flamurtari.

## Cronistoria
- 1923 - Fondato come Shoqeria Sportive Vlorë
- 1935 - Rinominato KS Ismail Qemali Vlorë
- 1945 - Rinominato KS Flamurtari Vlorë
- 1950 - Rinominato Puna Vlorë
- 1956 - Rinominato ancora KS Flamurtari Vlorë
- 1985 - Prima qualificazione alle coppe europee, Coppa delle Coppe 1985-86

## Società

### Organigramma societario
- Sinan Idrizi - Presidente
- Alfred Ferko - Amministratore
- Geri Çipi - Amministratore
- Ardi Behari - Direttore sportivo
- Ardi Çiruna - Amministratore

### Sponsor
| Cronologia degli sponsor tecnici - 2013-2015 - Legea - 2015-2016 - Lescon - 2016-2017 - Joma - 2017-2021 - Kappa - 2021-oggi - Diadora | Cronologia degli sponsor ufficiali - 2014-oggi - TRK |

## Allenatori e presidenti
| Allenatori 1. Stavri Lubonja (-1968) 2. Hasan Luçi (1968-) 3. Bejkush Birçe (1975-1978) 4. Agron Sulaj (1979-1983) 5. Leonidha Çuri (1983-1988) 6. Edmond Liçaj (1990-1994) 7. Bejkush Birçe (1994-1996) 8. Leonidha Çuri (1996-1997) 9. Latif Gjondeda (1997) 10. Uran Xhafa (1998) 11. Vasil Ruci (1998-1999) 12. Edmond Liçaj (1999-2000) 13. Sokol Kushta (2000-2001) 14. Gjergji Leka (2001) 15. Mexhid Haxhiu (2001) 16. Nikolay Arabov (2002) 17. Petraq Bifsha (2002) 18. Leonidha Çuri (2003) 19. Petraq Bifsha (2003) 20. Alfred Ferko (2003-2004) 21. Agim Canaj (2006) 22. Eqerem Memushi (2006) 23. Vasil Ruci (2006-2007) 24. Gerd Haxhiu (2007) 25. Eqerem Memushi (2007-2008) 26. Slavko Kovačić (2008) 27. Edmond Liçaj (2008-2009) 28. Eqerem Memushi (2009) 29. Gugash Magani (2009-2011) 30. Edmond Lutaj (2011) 31. Shkëlqim Muça (2011-2012) 32. Julián Rubio (2012) 33. Ernest Gjoka (2012-2014) 34. Ernestino Ramella (2014-2015) 35. Stanislav Levý (2015) 36. Gentian Mezani (2015-2016) 37. Zekirija Ramadani (2016) 38. Gugash Magani (2016) 39. Gentian Mezani (2016-2017) 40. Shpëtim Duro (2017-2018) 41. Ardian Behari (2018) 42. Ilir Daja (2018-2019) 43. Marcello Troisi (2019) 44. Gerd Haxhiu (2019) 45. Dritan Sadedini (2019) 46. Luan Birce (2019) 47. Dritan Resuli (2020) 48. Marcello Troisi (2020) 49. Dritan Resuli (2020−2022) 50. Marcello Troisi (2022-2023) 51. Diego Longo (2023) 52. Emiliano Çela (2023-2024) 53. Andrea Agostinelli (2024-) | Presidenti - 2008-2013 Shpëtim Gjika - 2013- Sinan Idrizi |

## Calciatori
Tra i giocatori più famosi si ricorda Vasil Ruci, attaccante che trascorse tutta la sua carriera nella squadra. Tra gli altri giocatori famosi ci sono Sokol Kushta, Geri Çipi ed Ervin Fakaj.

### Capitani
- Franc Veliu (2010-2015)
- Bruno Telushi (2015-2017)
- Tomislav Bušić (2017-oggi)

## Palmarès

### Competizioni nazionali
- Campionato albanese: 1

1990-1991
- Coppa d'Albania: 4

1984-1985, 1987-1988, 2008-2009, 2013-2014
- Supercoppa d'Albania: 2

1990, 1991
- Kategoria e Parë: 1

2005-2006

### Altri piazzamenti
- Campionato albanese:

Secondo posto: 1981-1982, 1985-1986, 1986-1987, 1987-1988, 2010-2011
Terzo posto: 1989-1990, 1993-1994
- Coppa d'Albania:

Finalista: 1960, 1982-1983, 1983-1984, 1986-1987, 1989-1990, 1990-1991, 1995-1996, 1996-1997
Semifinalista: 1949, 1951, 1963-1964, 1964-1965, 1980-1981, 1981-1982, 1991-1992, 1998-1999, 2011-2012, 2015-2016, 2017-2018
- Supercoppa d'Albania:

Finalista: 2009, 2014
- Kategoria e Parë:

Secondo posto: 1932, 1933

## Statistiche e record

### Partecipazione ai campionati
| Livello | Categoria           | Partecipazioni | Debutto   | Ultima stagione | Totale |
| ------- | ------------------- | -------------- | --------- | --------------- | ------ |
| 1º      | Kategoria e Parë    | 54             | 1930      | 1997-1998       | 75     |
| 1º      | Kategoria Superiore | 21             | 1998-1999 | 2018-2019       | 75     |
| 2º      | Kategoria e Dytë    | 3              | 1932      | 1949            | 5      |
| 2º      | Kategoria e Parë    | 2              | 2004-2005 | 2005-2006       | 5      |
| 3º      | Kategoria e Tretë   | 0              | -         | -               | 0      |
| 3º      | Kategoria e Dytë    | 0              | -         | -               | 0      |

### Statistiche individuali
| Record di presenze - 313 Taulant Kuqi (2005-2017) - 299 Franc Veliu (2006-2015, 2016-oggi) - 200 Bruno Telushi (2011-2017) - 188 Ardit Shehaj (2006-2012, 2012, 2013-2017) - 181 Hair Zeqiri (2006-2011, 2012-2014, 2015-2017) - 160 Nijas Lena (2010-2016) | Record di reti - 41 Daniel Xhafaj (1995-2000, 2003-2004, 2010-2011) - 33 Migen Memelli (2010, 2012-2013) - 33 Ardit Shehaj (2006-2012, 2012, 2013-2017) - 27 Franc Veliu (2006-2015, 2016-oggi) - 25 Tomislav Bušić (2016-oggi) - 23 Bruno Telushi (2011-2017) - 20 Danilo Alves (2016-2018, 2018-oggi) - 19 Nijas Lena (2010-2016) |

## Organico

### Rosa 2025-2026
Aggiornata al 13 agosto 2025.
| N. |                     | Ruolo | Calciatore                    |
| -- | ------------------- | ----- | ----------------------------- |
| 5  | Albania (bandiera)  | C     | Denis Pjeshka (capitano)      |
| 7  | Albania (bandiera)  | D     | Fabjan Beqja                  |
| 8  | Albania (bandiera)  | C     | Valentino Murataj             |
| 10 | Albania (bandiera)  | C     | Idriz Batha                   |
| 15 | Paraguay (bandiera) | C     | Cristian Núñez                |
| 17 | Albania (bandiera)  | D     | Bruno Telushi (vice-capitano) |
| 19 | Albania (bandiera)  | D     | Lorenc Trashi                 |
| 21 | Albania (bandiera)  | C     | Herald Marku                  |
| 77 | Albania (bandiera)  | P     | Stivi Frashëri                |

| N. |                               | Ruolo | Calciatore           |
| -- | ----------------------------- | ----- | -------------------- |
|    | Macedonia del Nord (bandiera) | P     | Igor Aleksovski      |
|    | Grecia (bandiera)             | D     | Dīmītrios Chantakias |
|    | Argentina (bandiera)          | D     | Luciano Squadrone    |
|    | Macedonia del Nord (bandiera) | D     | Todor Todoroski      |
|    | Lussemburgo (bandiera)        | D     | Eric Veiga           |
|    | Spagna (bandiera)             | C     | José Rodríguez       |
|    | Belgio (bandiera)             | C     | Samy Bourard         |
|    | Macedonia del Nord (bandiera) | C     | Hamza Ramani         |
|    | Belgio (bandiera)             | C     | William Baeten       |

### Staff tecnico
- Allenatore:  Ilir Daja
- Vice-Allenatore:  Petraq Bifsha
- Team Manager:  Klodian Dervishi
- Preparatore dei portieri:  Luan Birçaj
- Preparatore atletico: ?
- Medico sociale:  Ardian Luka
- Fisioterapista:  Klejdi Shinko

### Rosa 2018-2019
| N. |                               | Ruolo | Calciatore                  |
| -- | ----------------------------- | ----- | --------------------------- |
| 1  | Albania (bandiera)            | P     | Enea Koliçi                 |
| 5  | Albania (bandiera)            | C     | Lejdi Liçaj                 |
| 6  | Albania (bandiera)            | D     | Albi Alla                   |
| 7  | Brasile (bandiera)            | A     | Élton Calé                  |
| 8  | Macedonia del Nord (bandiera) | D     | Artim Položani (capitano)   |
| 10 | Argentina (bandiera)          | A     | Agustín Torassa             |
| 11 | Albania (bandiera)            | D     | Franc Veliu (vice-capitano) |
| 14 | Kosovo (bandiera)             | C     | Argjend Mustafa             |
| 16 | Albania (bandiera)            | C     | Sokol Ymeraj                |
| 17 | Albania (bandiera)            | D     | Blerim Kotobelli            |
| 19 | Albania (bandiera)            | C     | Arinaldo Rrapaj             |
| 21 | Albania (bandiera)            | A     | Andi Ribaj                  |
| 22 | Macedonia del Nord (bandiera) | C     | Muhamed Useini              |

| N. |                    | Ruolo | Calciatore         |
| -- | ------------------ | ----- | ------------------ |
| 24 | Albania (bandiera) | D     | Mateo Qarri        |
| 25 | Albania (bandiera) | C     | Fjoralb Deliaj     |
| 28 | Albania (bandiera) | D     | Arbri Beqaj        |
| 29 | Albania (bandiera) | D     | Emiljano Musta     |
| 30 | Albania (bandiera) | C     | Idriz Batha        |
| 33 | Albania (bandiera) | P     | Pano Qirko         |
| 99 | Brasile (bandiera) | A     | Danilo Alves       |
|    | Albania (bandiera) | D     | Sokol Maze         |
|    | Albania (bandiera) | A     | Ardit Ziaj         |
|    | Mali (bandiera)    | A     | Abdoulaye Toungara |
|    | Albania (bandiera) | A     | Xhevahir Sukaj     |
|    | Romania (bandiera) | D     | Cristian Sârghi    |

### Rosa 2017-2018
| N. |                               | Ruolo | Calciatore                  |
| -- | ----------------------------- | ----- | --------------------------- |
| 1  | Kosovo (bandiera)             | P     | Adis Nurković               |
| 7  | Albania (bandiera)            | A     | Ardit Hoxhaj                |
| 8  | Macedonia del Nord (bandiera) | D     | Artim Položani              |
| 9  | Croazia (bandiera)            | A     | Tomislav Bušić (capitano)   |
| 10 | Brasile (bandiera)            | C     | Victor Juffo                |
| 11 | Albania (bandiera)            | D     | Franc Veliu (vice-capitano) |
| 12 | Albania (bandiera)            | P     | Edmir Sali                  |
| 14 | Albania (bandiera)            | A     | Xhuljo Tushi                |
| 15 | Albania (bandiera)            | D     | Ditmar Biçaj                |
| 16 | Macedonia del Nord (bandiera) | C     | Muarem Muarem               |
| 17 | Guinea (bandiera)             | A     | Sekou Camara                |
| 19 | Macedonia del Nord (bandiera) | C     | Argjent Gafuri              |

| N. |                               | Ruolo | Calciatore        |
| -- | ----------------------------- | ----- | ----------------- |
| 21 | Serbia (bandiera)             | A     | Igor Nedeljković  |
| 22 | Macedonia del Nord (bandiera) | C     | Muhamed Useini    |
| 24 | Guinea (bandiera)             | C     | Lancinet Sidibe   |
| 25 | Albania (bandiera)            | C     | Fjoralb Deliaj    |
| 29 | Albania (bandiera)            | C     | Emiljano Musta    |
| 30 | Albania (bandiera)            | C     | Lejdi Liçaj       |
| 31 | Macedonia del Nord (bandiera) | D     | Goran Siljanovski |
| 33 | Albania (bandiera)            | P     | Pano Qirko        |
| 97 | Albania (bandiera)            | C     | Alessio Hyseni    |
| 99 | Brasile (bandiera)            | A     | Danilo Alves      |
|    | Macedonia del Nord (bandiera) | D     | Fisnik Zuka       |

## Calcio a 5
Nel calcio a 5 il Flamurtari Valona è riuscito ad aggiudicarsi il campionato per 4 volte, mai vinte invece la coppa o la supercoppa.

### Palmarès
- Campionato albanese di calcio a 5: 4

2010-2011, 2013-2014, 2014-2015, 2016-2017